# Haw Par Villa
Haw Par Villa (chinois : 虎豹別墅, pinyin : Hu Bao Bieshu) est un parc à thème de Singapour situé dans le quartier de Pasir Panjang (en).
Construit en 1937 par l'entrepreneur Aw Boon Haw à l'intention de son frère Aw Boon Par (en), qui s'étaient enrichis par la vente du baume du tigre, il contient plus de 1 000 statues et 150 dioramas représentant des scènes de la littérature, du folklore, des légendes, de l'histoire de Chine, ainsi que des principales religions chinoises, du taoïsme, du bouddhisme et du confucianisme.
Au cours des années 1970 et 1980, le parc est devenu une attraction locale majeure et l'on estime qu'il accueillait alors au moins 1 million de visiteurs annuels. Il est aujourd'hui considéré comme faisant partie du patrimoine culturel de Singapour. L'entrée est gratuite, sauf pour le musée de l'enfer qui demande un droit d'entrée de 18 SGD pour les adultes et de 10 SGD pour les enfants.

## Histoire
Les frères sino-birmans Aw Boon Haw et Aw Boon Par (en), créateurs du baume du tigre, déplacent leur entreprise de Birmanie à Singapour en 1926 sur un site situé en face d'une petite colline et du détroit de Singapour, qui est jugé approprié sur la base de considérations de feng shui, et qui est acheté en 1935. Sur le site, une villa Har Par est construite dans les deux années suivantes et conçue par Ho Kwong Yew, un architecte Art déco,. La villa est bombardée par les Japonais pendant la Seconde Guerre mondiale qu'ils l'occupent par la suite. Après la guerre, elle est démolie. De 1937 et sa mort en 1954 (quand le jardin est déclaré propriété publique et transformé en parc), Boon Haw commande des statues et des dioramas pour décorer le jardin et enseigner les valeurs traditionnelles chinoises.
Dans les années 1950 et 1960, avant l'avènement de la télévision et des centres commerciaux, le parc était une destination de loisirs populaire pour les familles singapouriennes. De nombreux adultes singapouriens, dans un sondage de 1995, rapportent des souvenirs de visites au parc lorsqu'ils étaient enfants et d'apprentissage de l'histoire populaire et de la moralité chinoises.

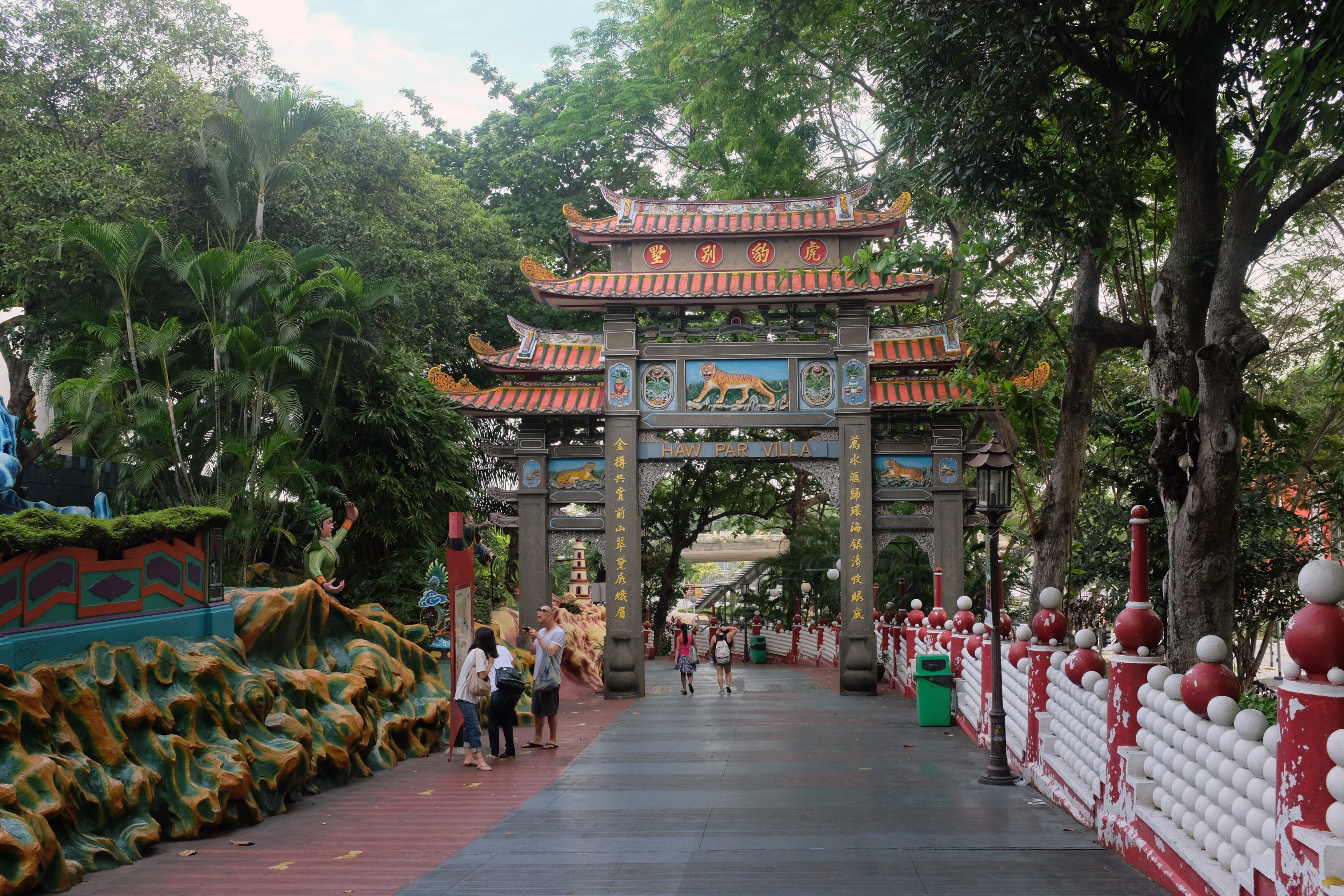
Entrée du parc

Dans les années 1980, dans le but de restaurer la « mystique orientale » de Singapour, l'office du tourisme de Singapour (en) veille au réaménagement du parc (ainsi que de Chinatown et Little India (en)). En 1986, l'International Theme Parks Pte Ltd annonce un investissement de 30 millions de dollars pour moderniser le parc à thème. Cette société est une coentreprise formée par Fraser & Neave et Times Publishing, et a investi dans les dernières technologies et animatroniques pour améliorer les attractions dans l'espoir de créer un « Disneyland oriental », un parc à thème alliant la technologie occidentale à la mythologie orientale.
En 1988, l'office du tourisme de Singapour prend en charge les jardins du baume du tigre et les rebaptisent « Haw Par Villa Dragon World ». Le nom Haw Par du parc est basé sur les prénoms des frères Aw, Haw et Par, qui signifient respectivement « tigre » et « léopard ». Les dioramas et les statues sont restaurés, tandis que des pièces de théâtre, des spectacles acrobatiques et de marionnettes sont organisés. La direction impose des droits d'entrée, mais les frais élevés découragent les visiteurs, de sorte que le parc subit une perte de 31,5 millions de SGD sur 10 ans. La direction du parc réalise un bénéfice au cours de sa première année d'exploitation après des rénovations en 1994, atteint le seuil de rentabilité en 1995, mais commence à subir des pertes au cours des trois années suivantes et est obligée d'offrir des entrées gratuites en 1998. En mars 2001, l'office du tourisme de Singapour le rebaptise « Tiger Balm Gardens ». Le parc est désormais ouvert tous les jours de 9h à 22h (avec dernière entrée à 21h30) et l'entrée est gratuite. Le musée de l'enfer exige un droit d'entrée de 18 SGD pour les adultes et de 10 SGD pour les enfants.
Entre mars 2006 et mars 2012 a existé le musée Hua Song, d'une valeur de 7,8 millions SGD et consacré à la diaspora chinoise.
En 2014, les artistes Chun Kai Qun, Chun Kaifeng et Elizabeth Gan, sous la plateforme curatoriale Latent Spaces, organisent quatre expositions dans les espaces inutilisés du parc à thème. Leur première exposition, Nameless Forms, présente les œuvres des jumeaux Chun, Darren Tesar, Sai Hua Kuan et du collectif Yunrubin, qui répondent aux salles d'exposition désaffectées du lieu, aux pavillons inoccupés et aux matériaux abandonnés.
En octobre 2020, Haw Par Villa est fermé pour rénovation et rouvre ses portes le 1er juillet 2021. Sa réouverture était initialement prévue pour le 31 mars 2021, mais elle est retardée en raison du fait que l'exploitant du parc, Journeys, avait besoin de plus de temps pour « améliorer encore ses offres ». Le parc ouvre ses portes le 1er juillet 2023 après des travaux de restauration et d'extension et accueille depuis lors des visiteurs du monde entier.

## Attractions
L'attraction la plus connue de Haw Par Villa est les dix cours de l'enfer, qui présentent des représentations macabres de l'enfer dans la mythologie chinoise et dans le bouddhisme. Cette attraction était autrefois située à l'intérieur d'un sentier de 60 mètres de long représentant un dragon oriental, mais ce dragon est démoli, de sorte que l'attraction est désormais recouverte de murs en pierre grise. Après sa fermeture pour rénovation en 2020, l'attraction est modernisée pour être entièrement climatisée et devenir la pièce maîtresse d'un complexe de musées de l'enfer de 3 800 m². Alors que le parc rouvre ses portes en juillet 2021, l'attraction rouvre quant à elle le 28 octobre.

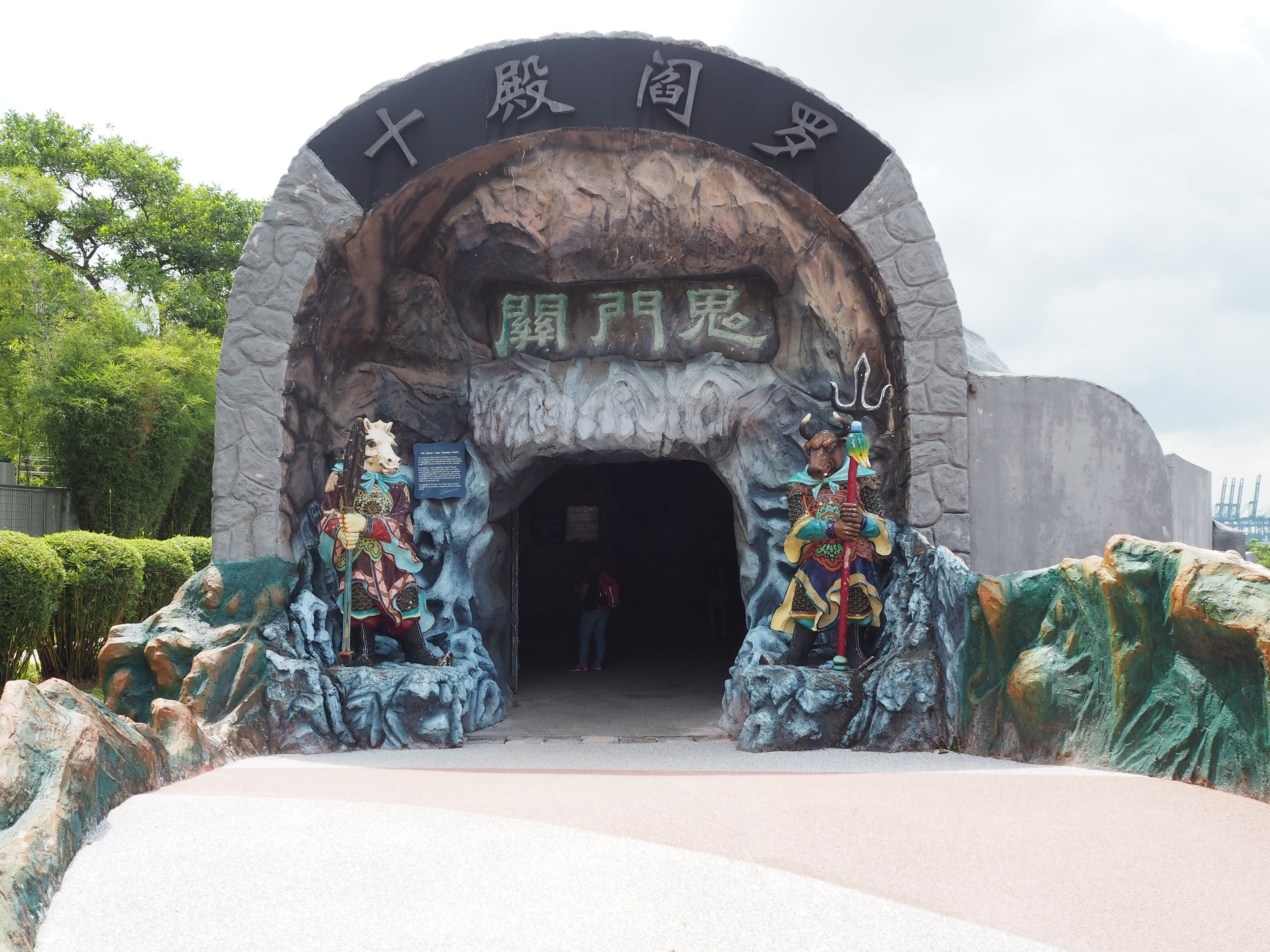
Entrée des dix cours de l'enfer avec les gardes Tête de bœuf et Visage de cheval
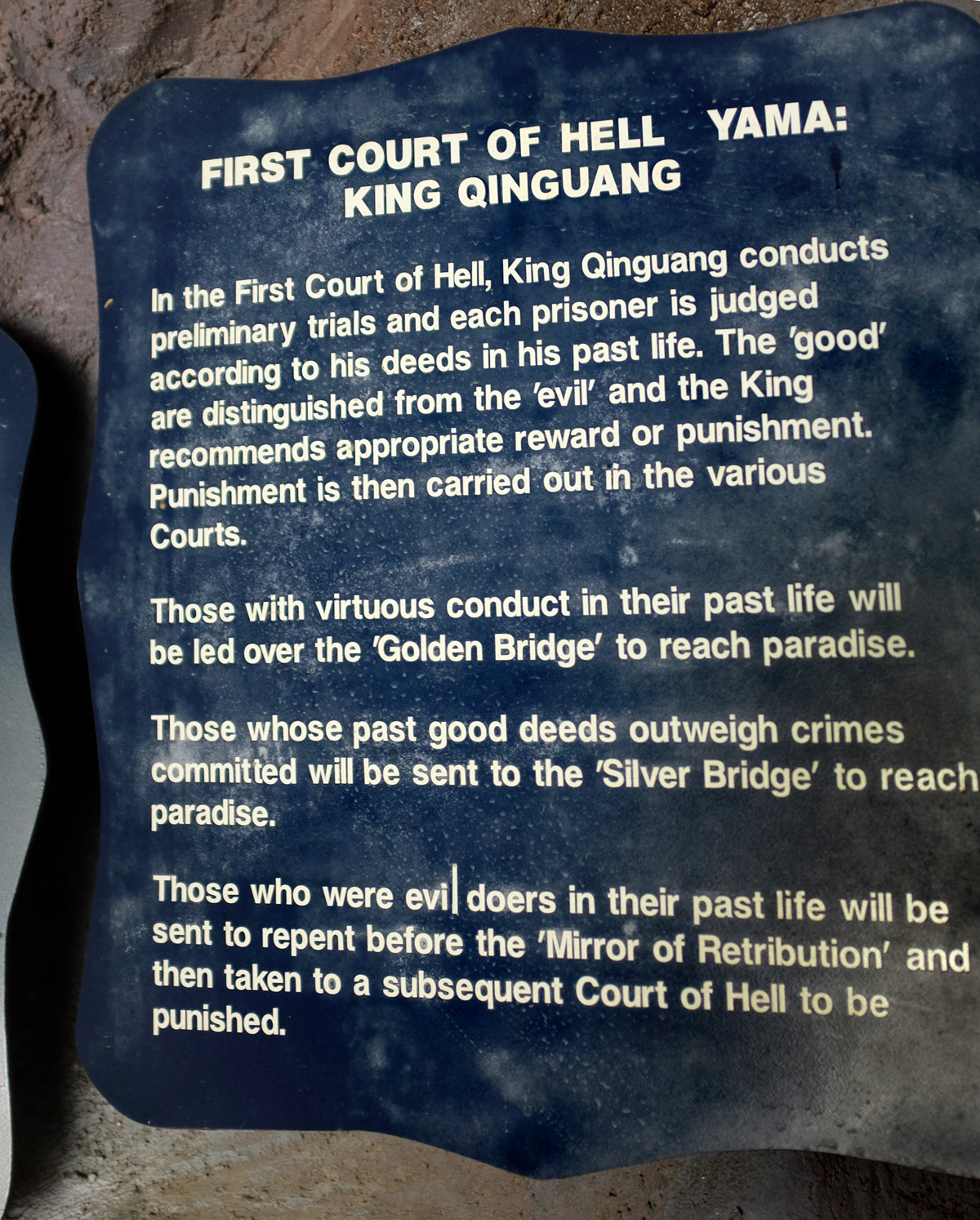
1ère cour : le jugement par le roi Qinguang
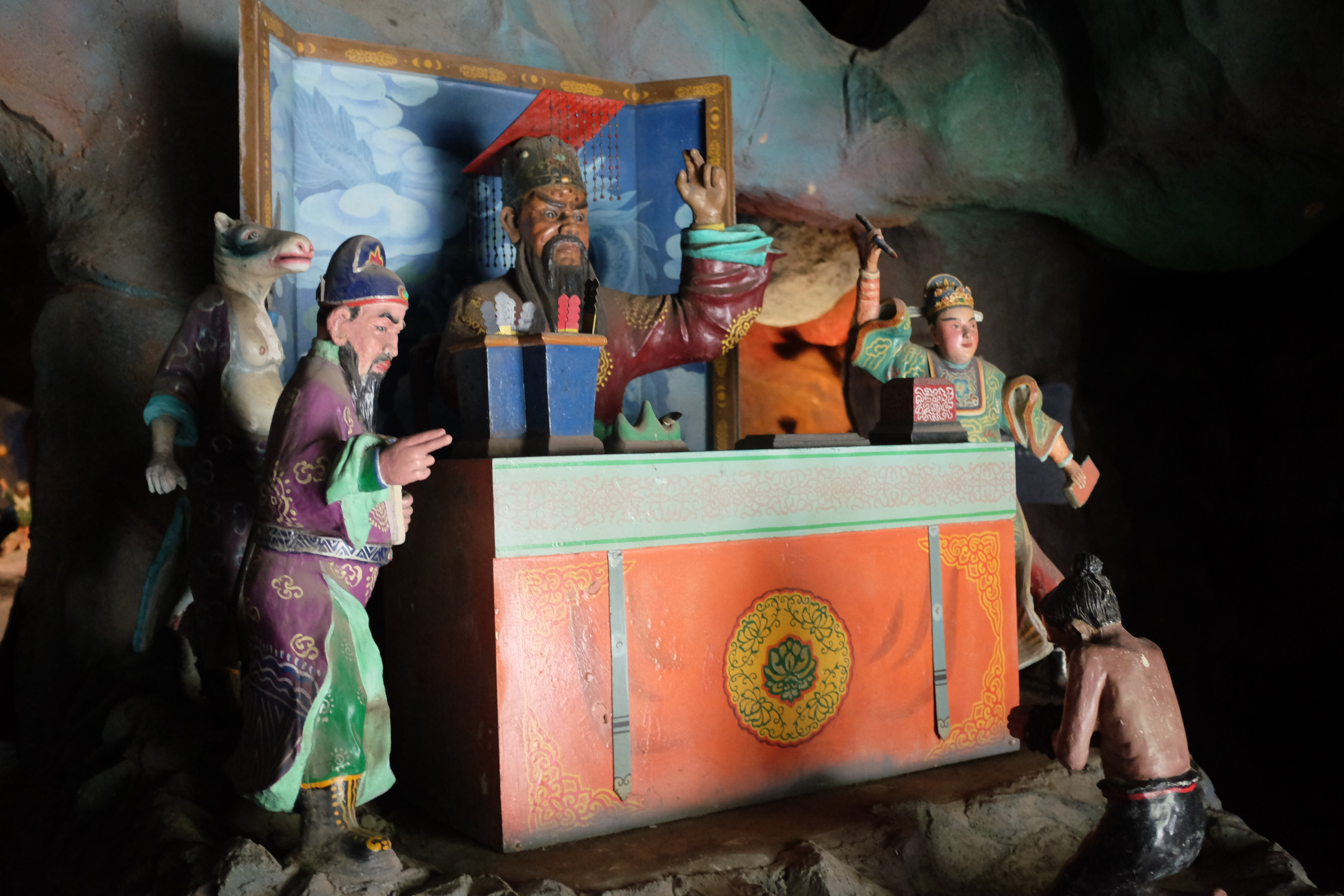
1ère cour : Jugement des défunts
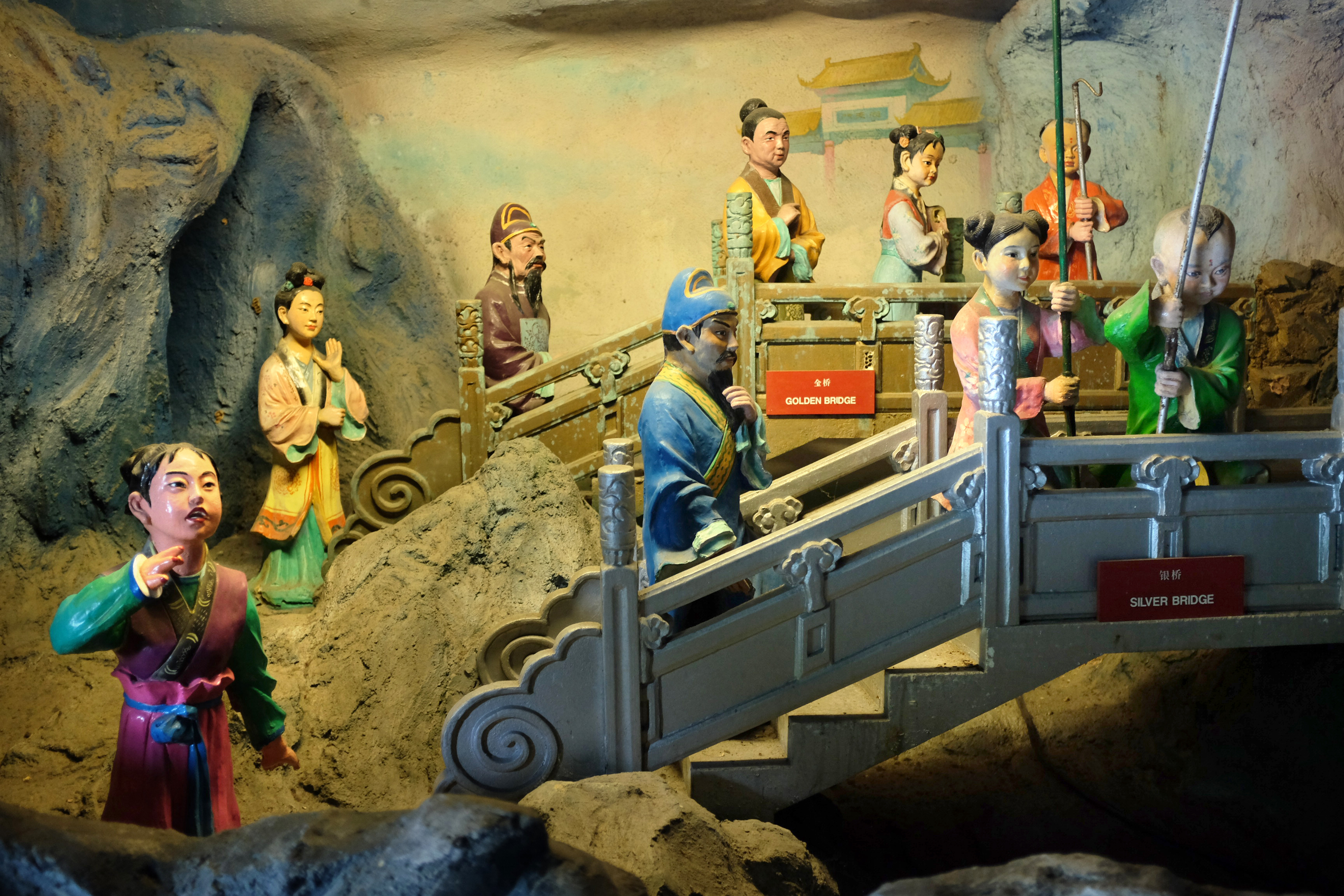
1ère cour : Les bonnes personnes vont au paradis en passant par ces ponts
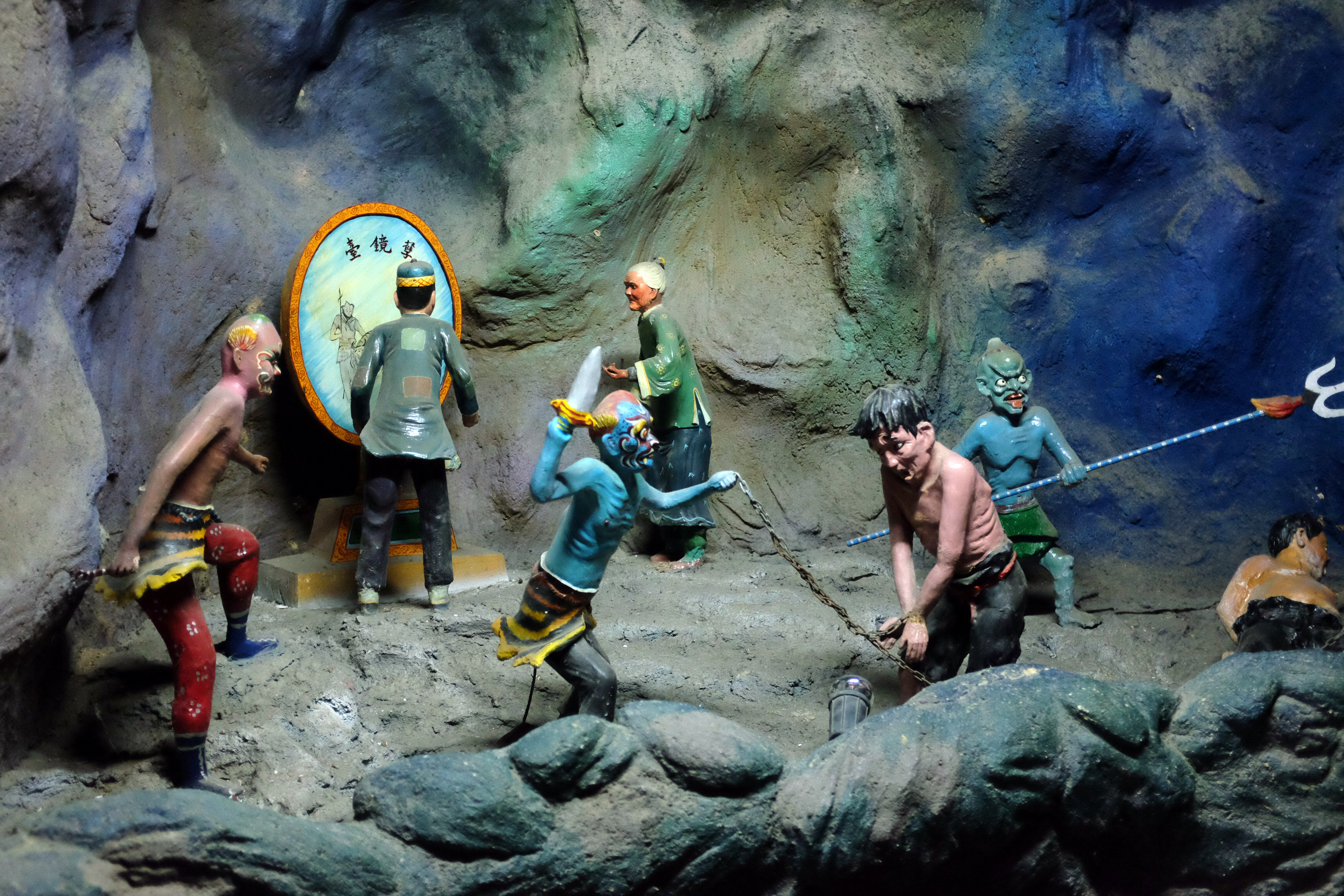
1ère cour : Les mauvaises personnes passent devant le miroir de la rétribution avant de se diriger vers la cour correspondant à leur punition
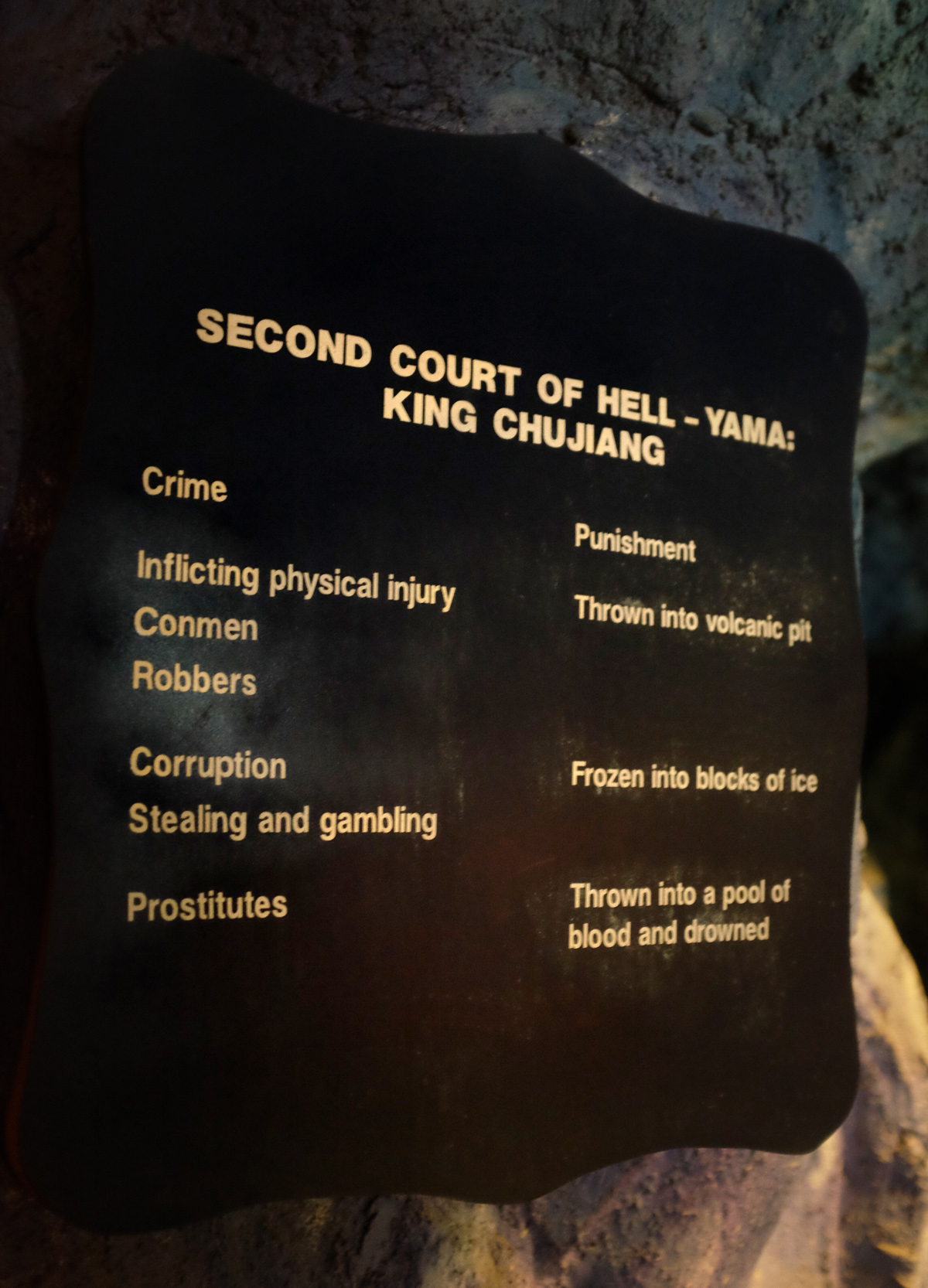
2ème cour : Panneau des crimes et punitions
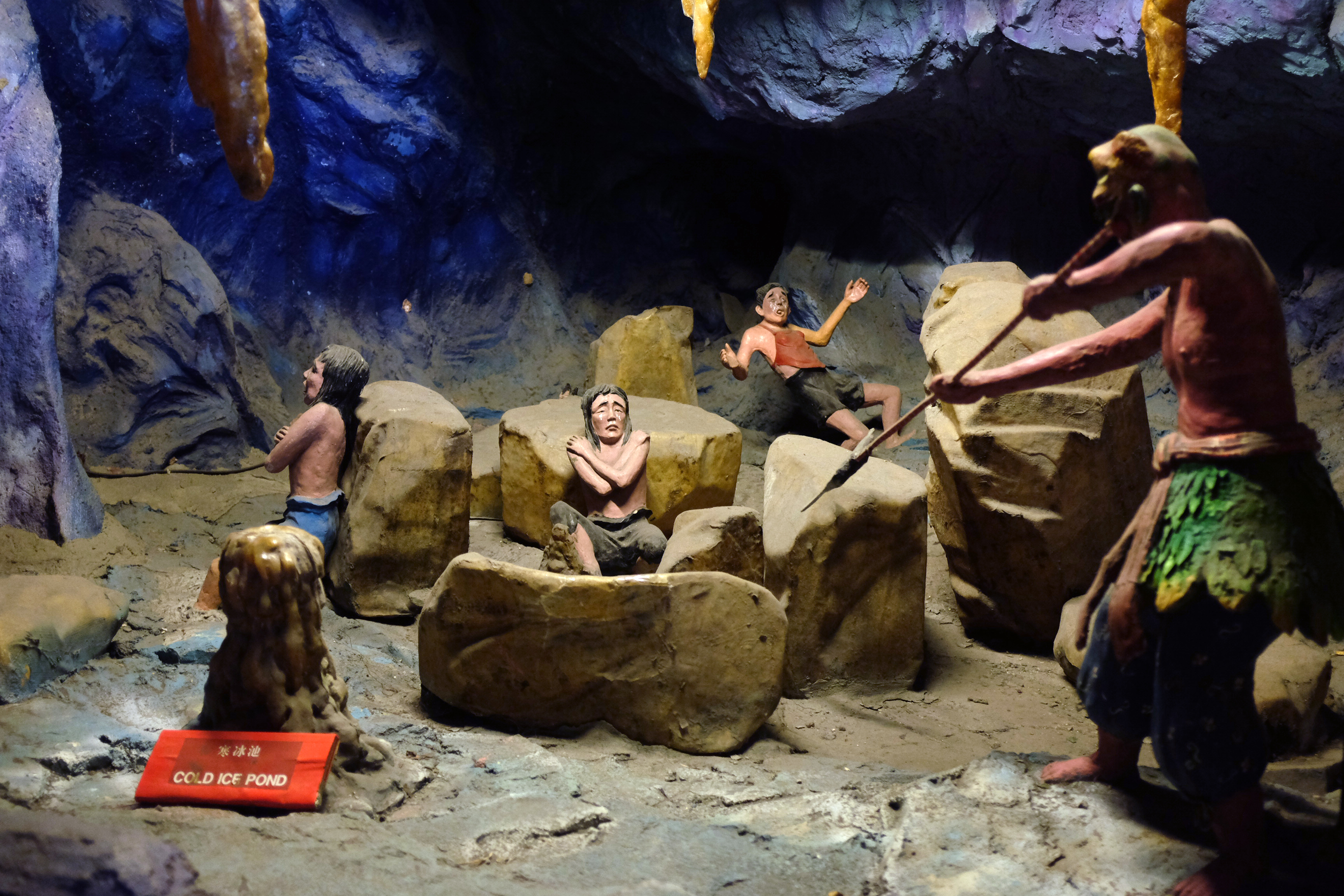
2ème cour : Les corrompus sont congelés dans des blocs de glace
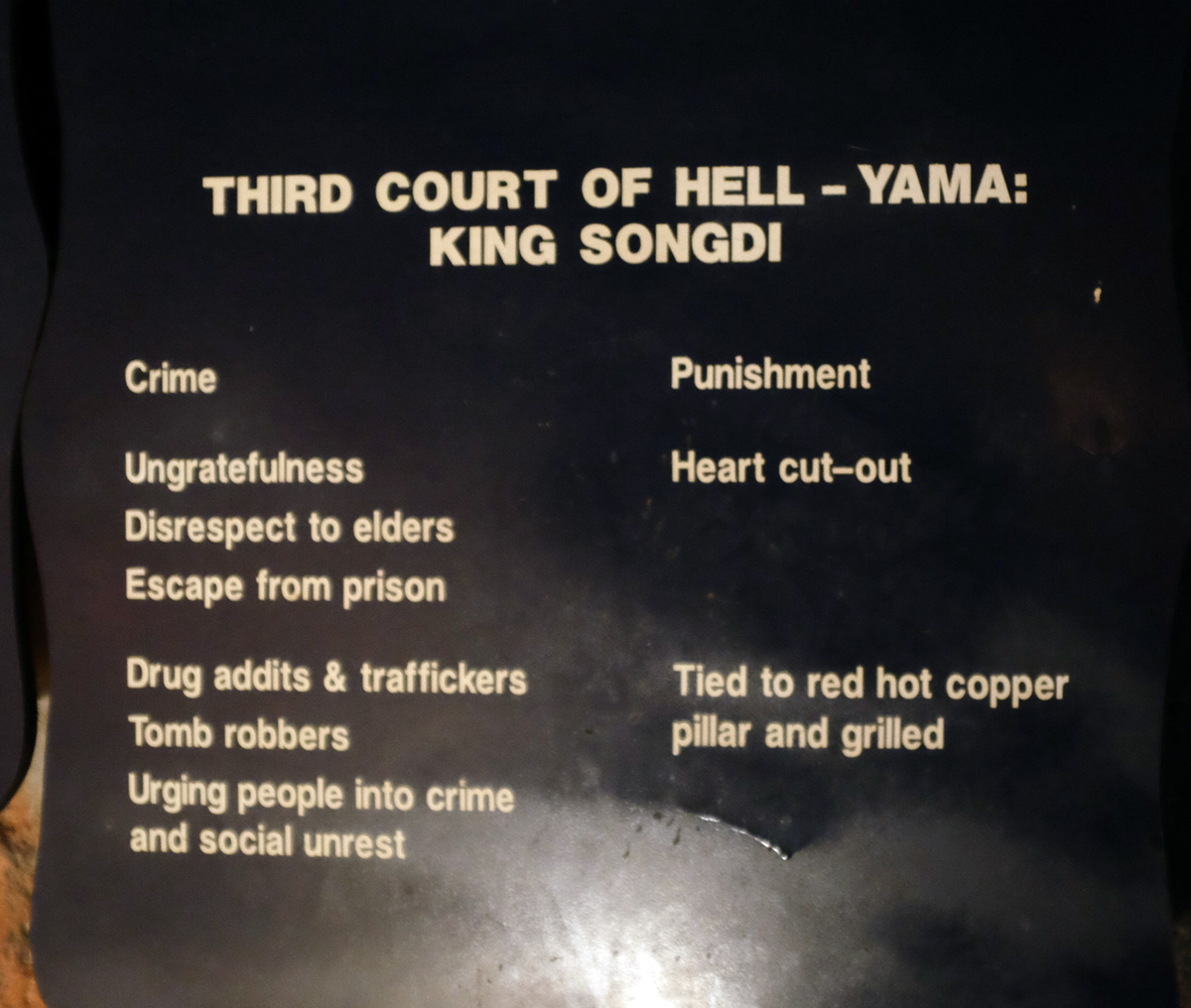
3ème cour : Panneau des crimes et punitions
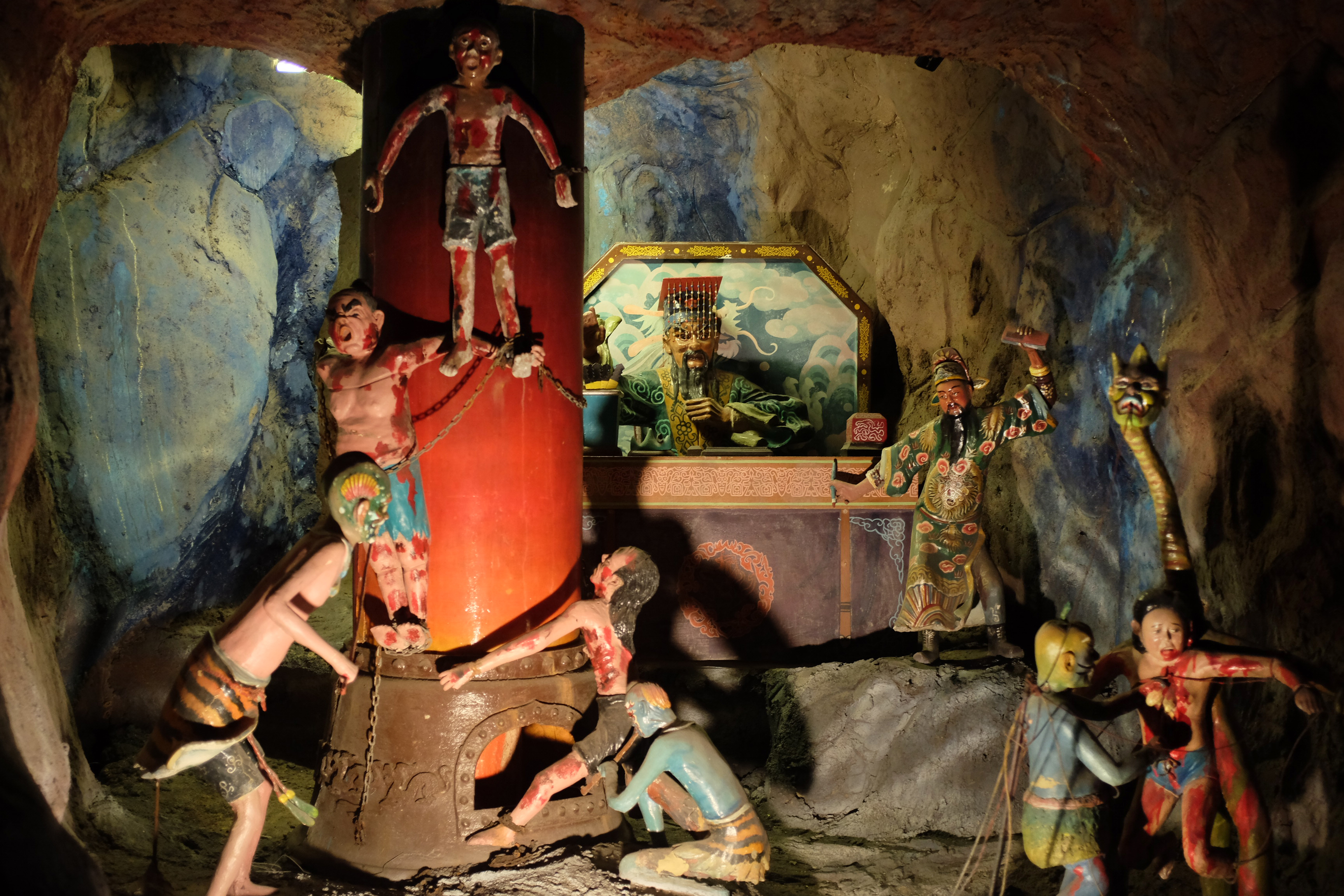
3ème cour : Les profanateurs de sépultures sont attachés à un pilier de cuivre rouge chauffé à blanc et grillés
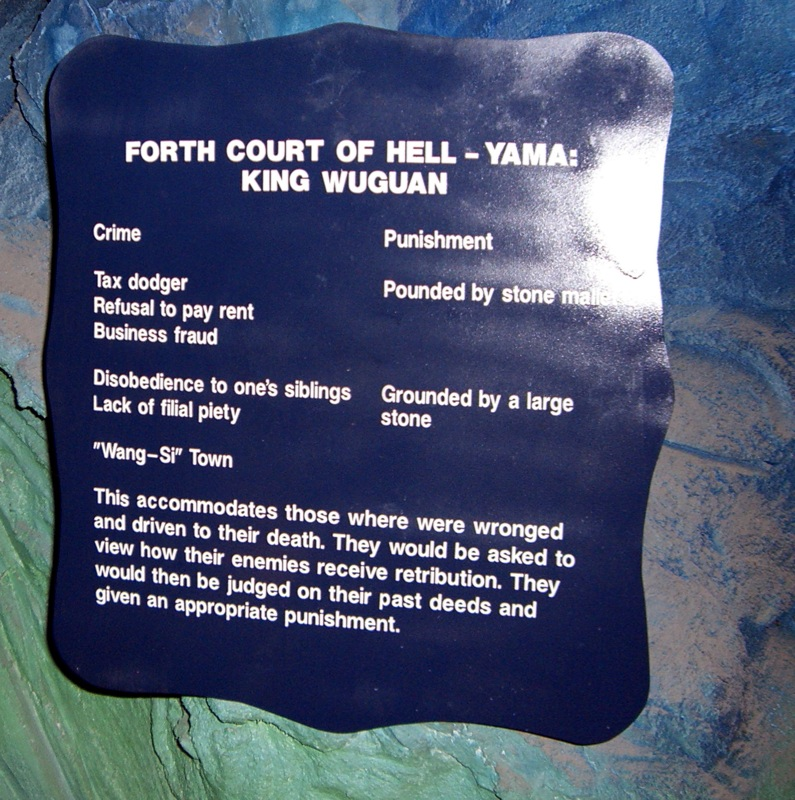
4ème cour : Panneau des crimes et punitions
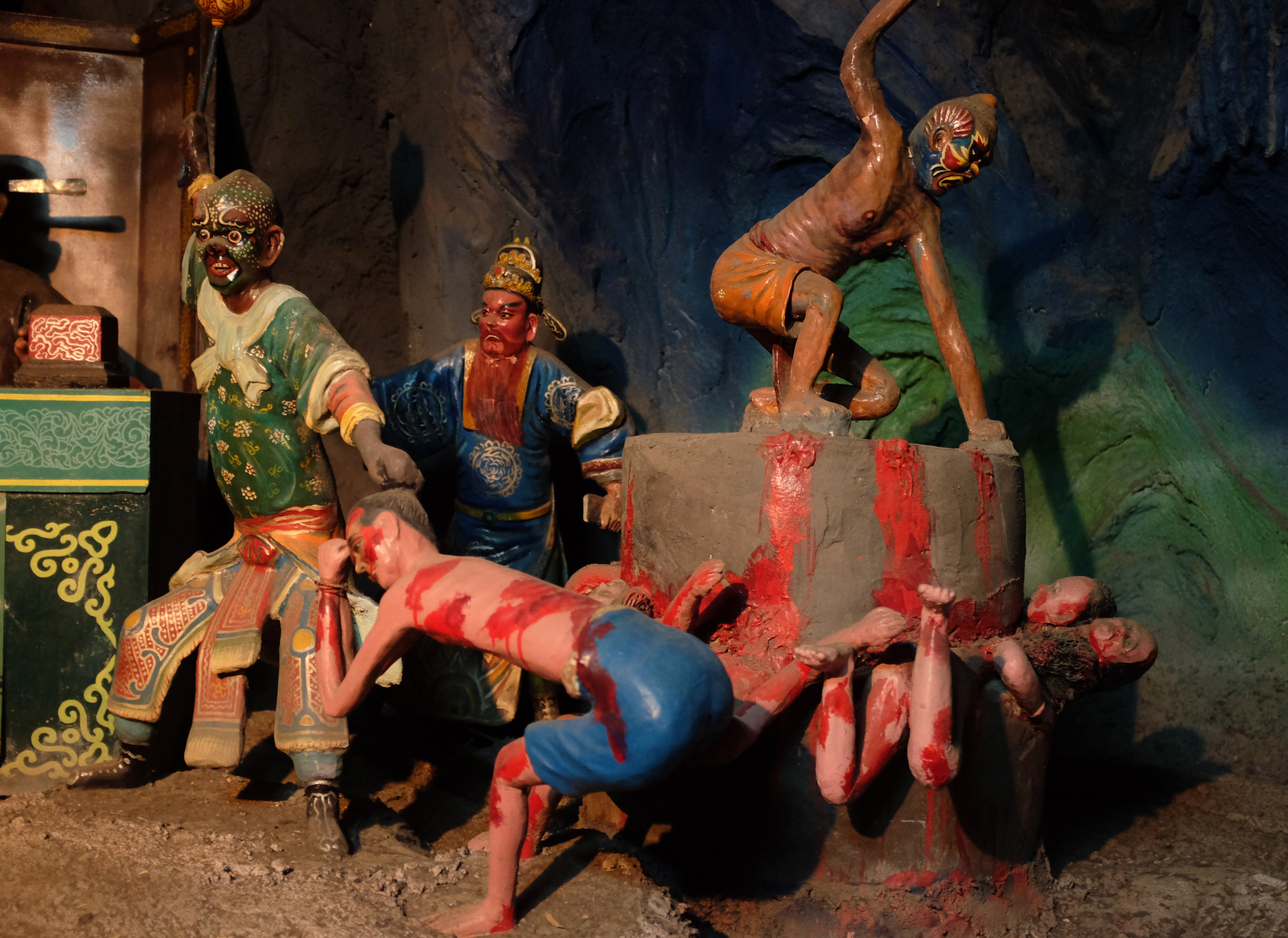
4ème cour : Les fils indignes sont écrasés par une grosse pierre
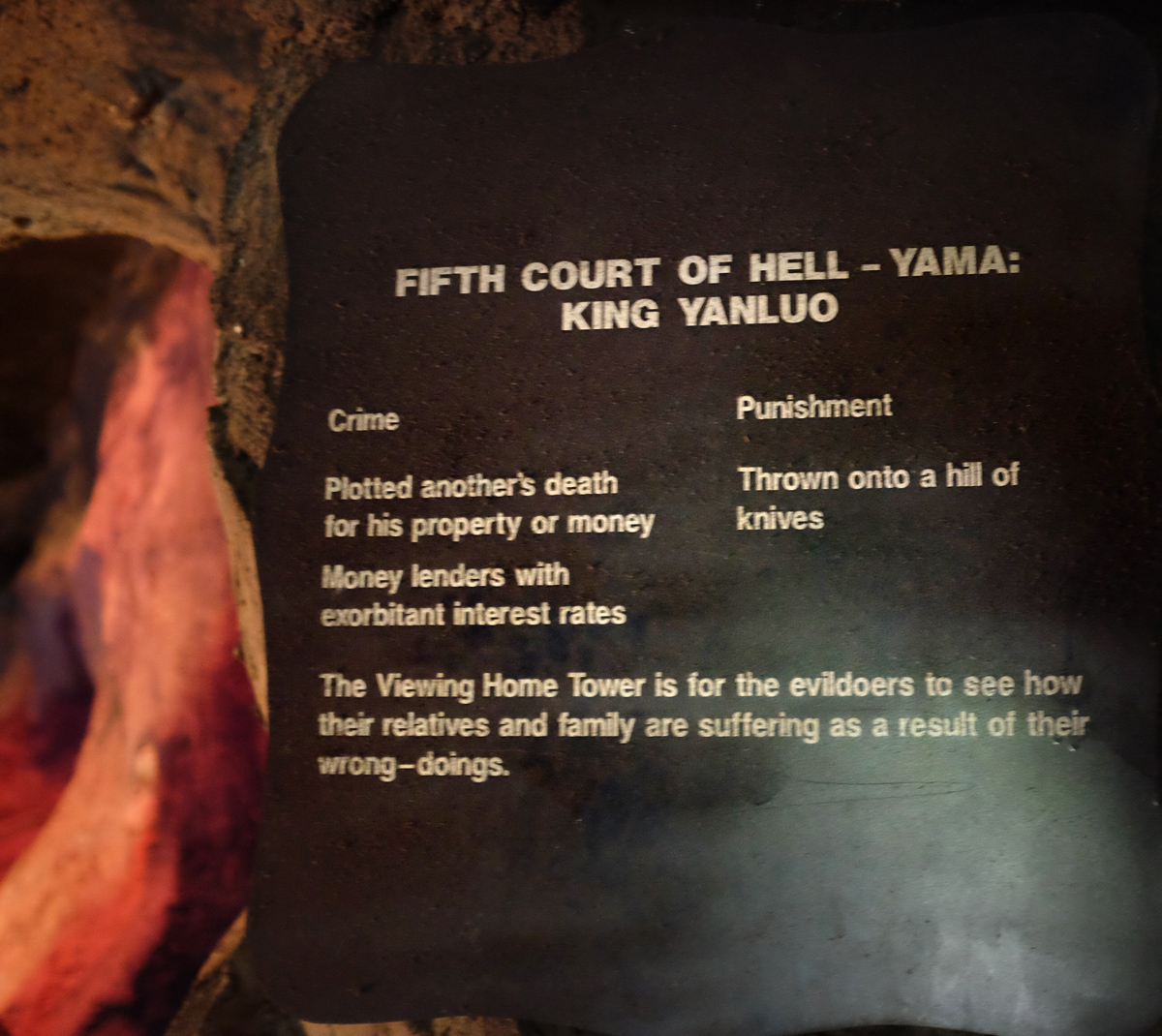
5ème cour : Panneau des crimes et punitions
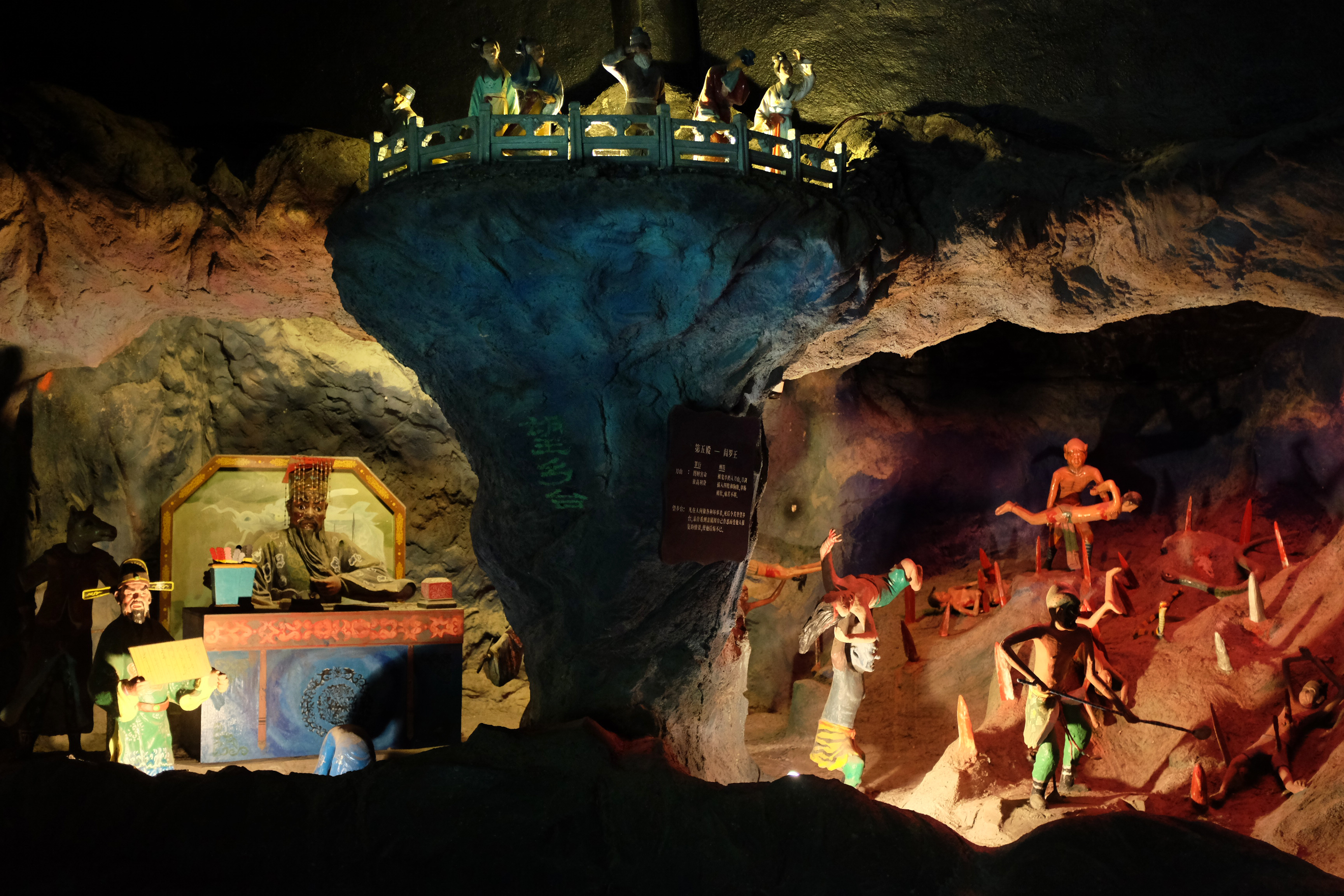
5ème cour : Les usuriers sont jetés dans une colline de couteaux
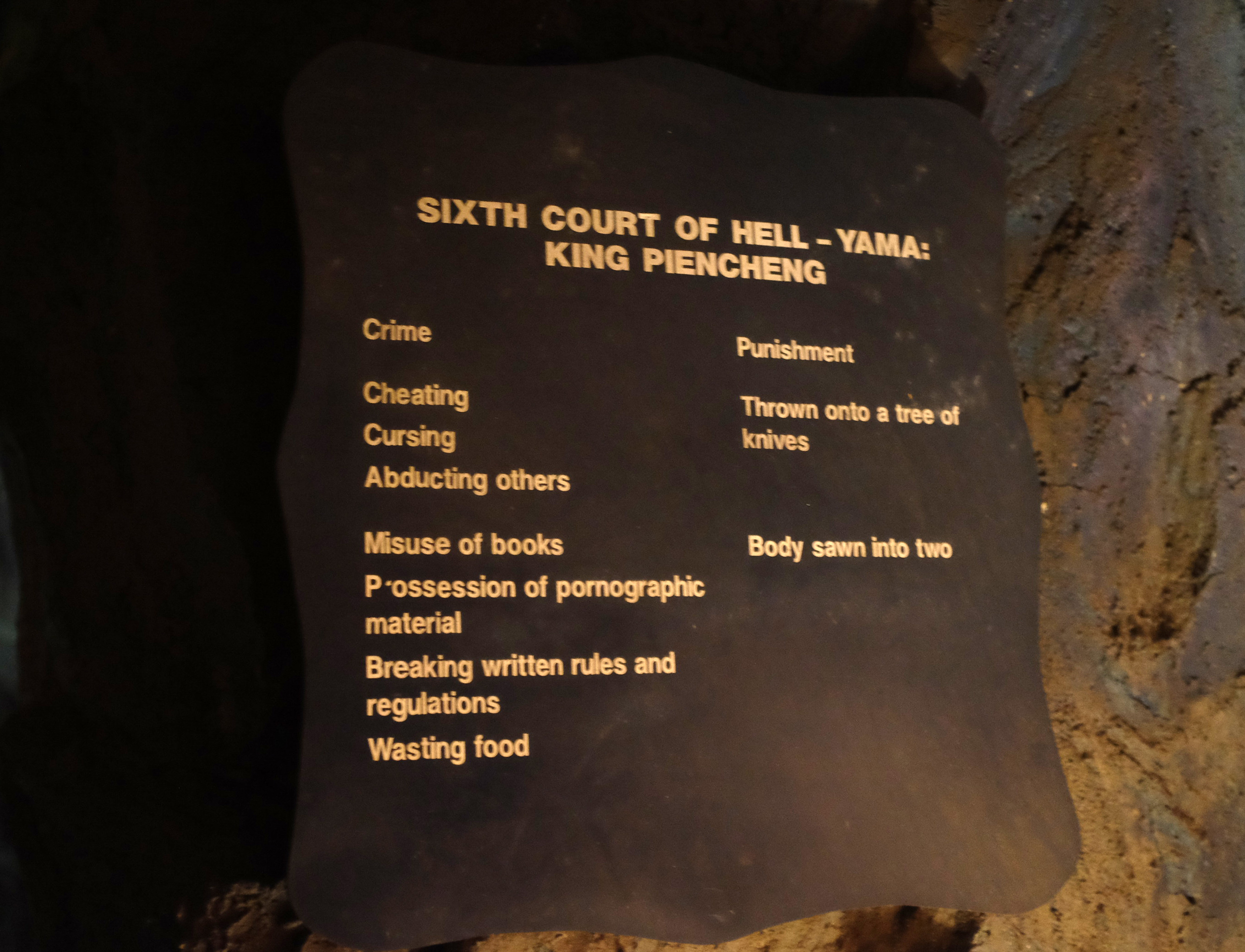
6ème cour : Panneau des crimes et punitions
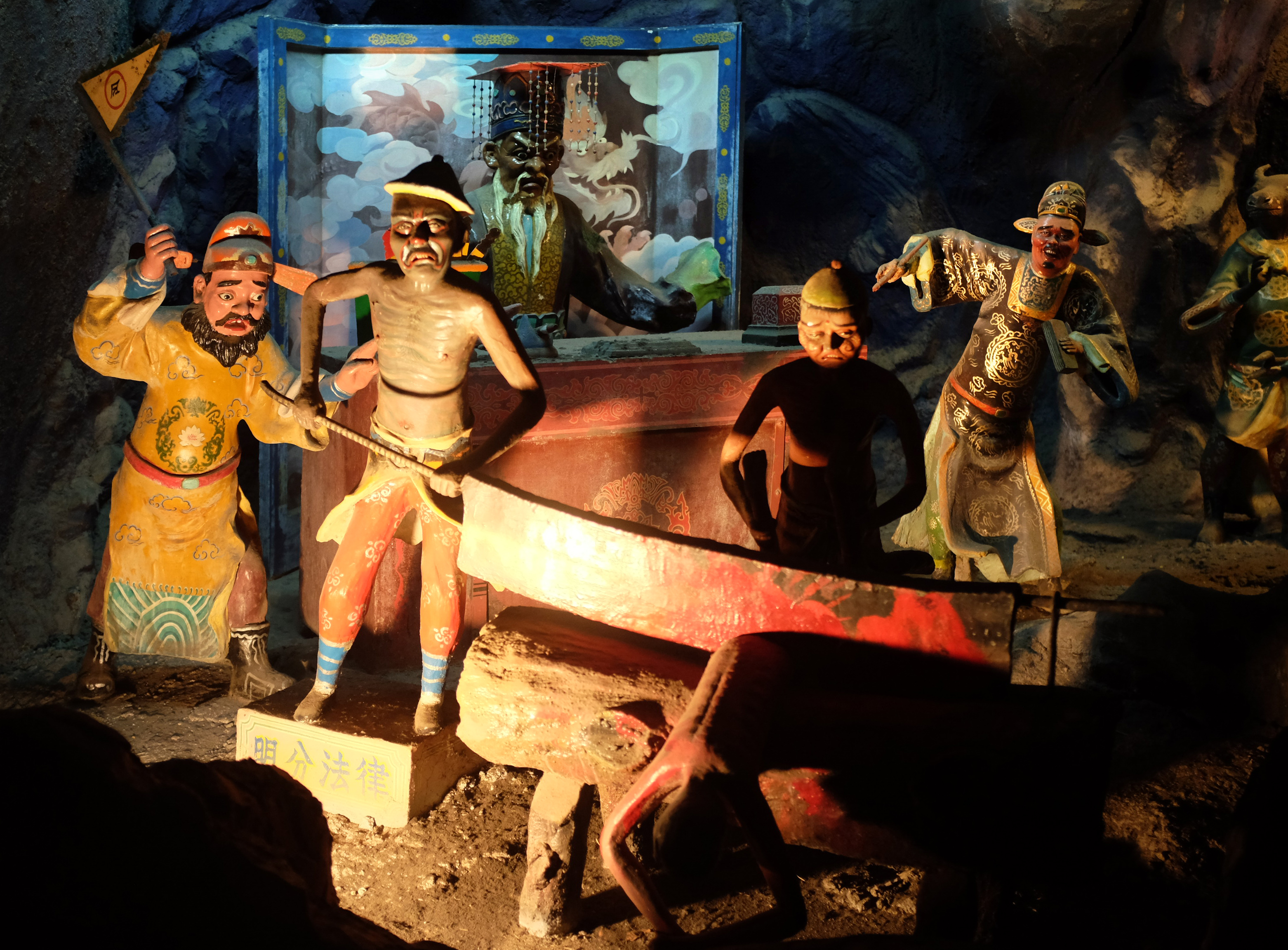
6ème cour : Les gâcheurs de nourriture sont sciés en deux
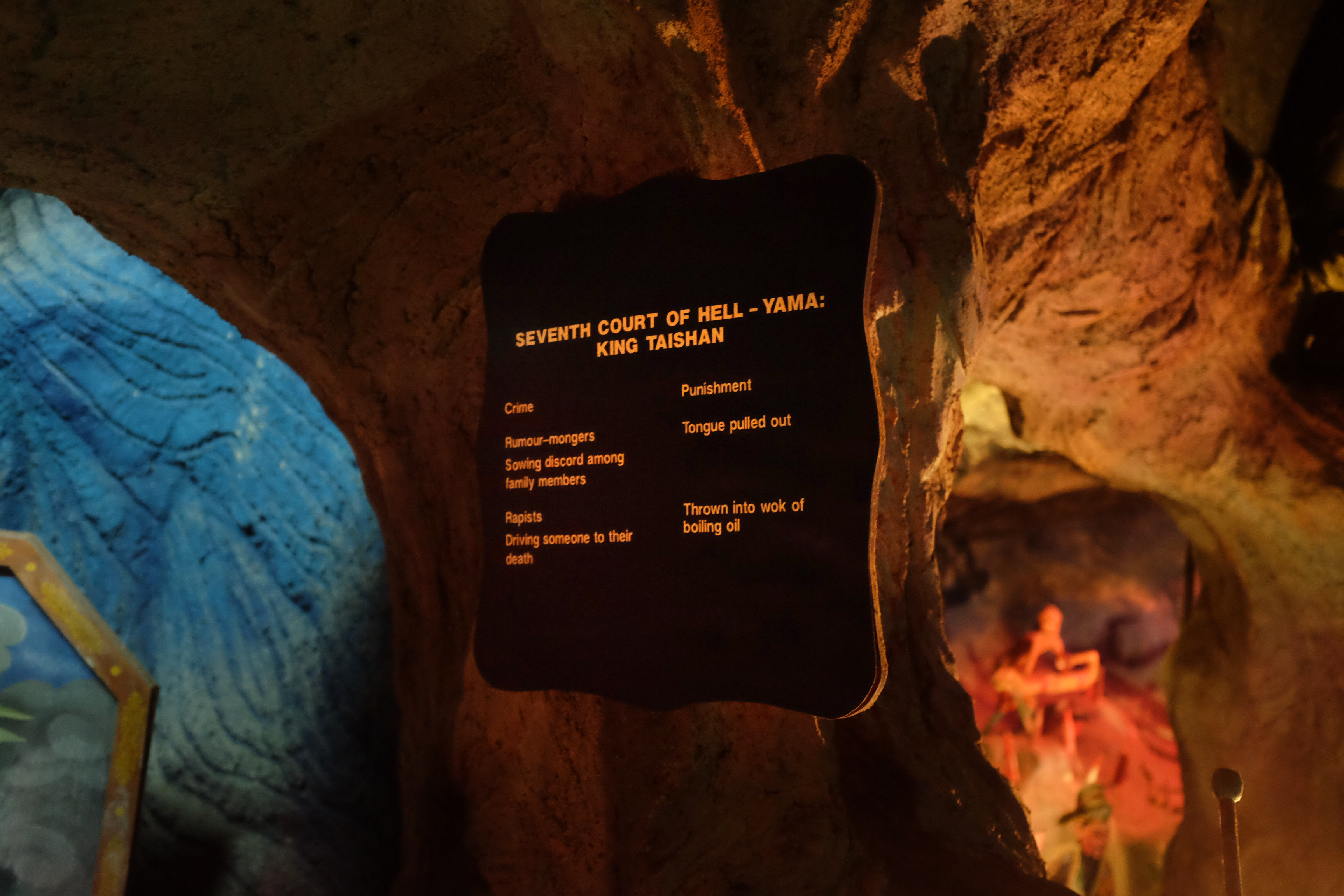
7ème cour : Panneau des crimes et punitions
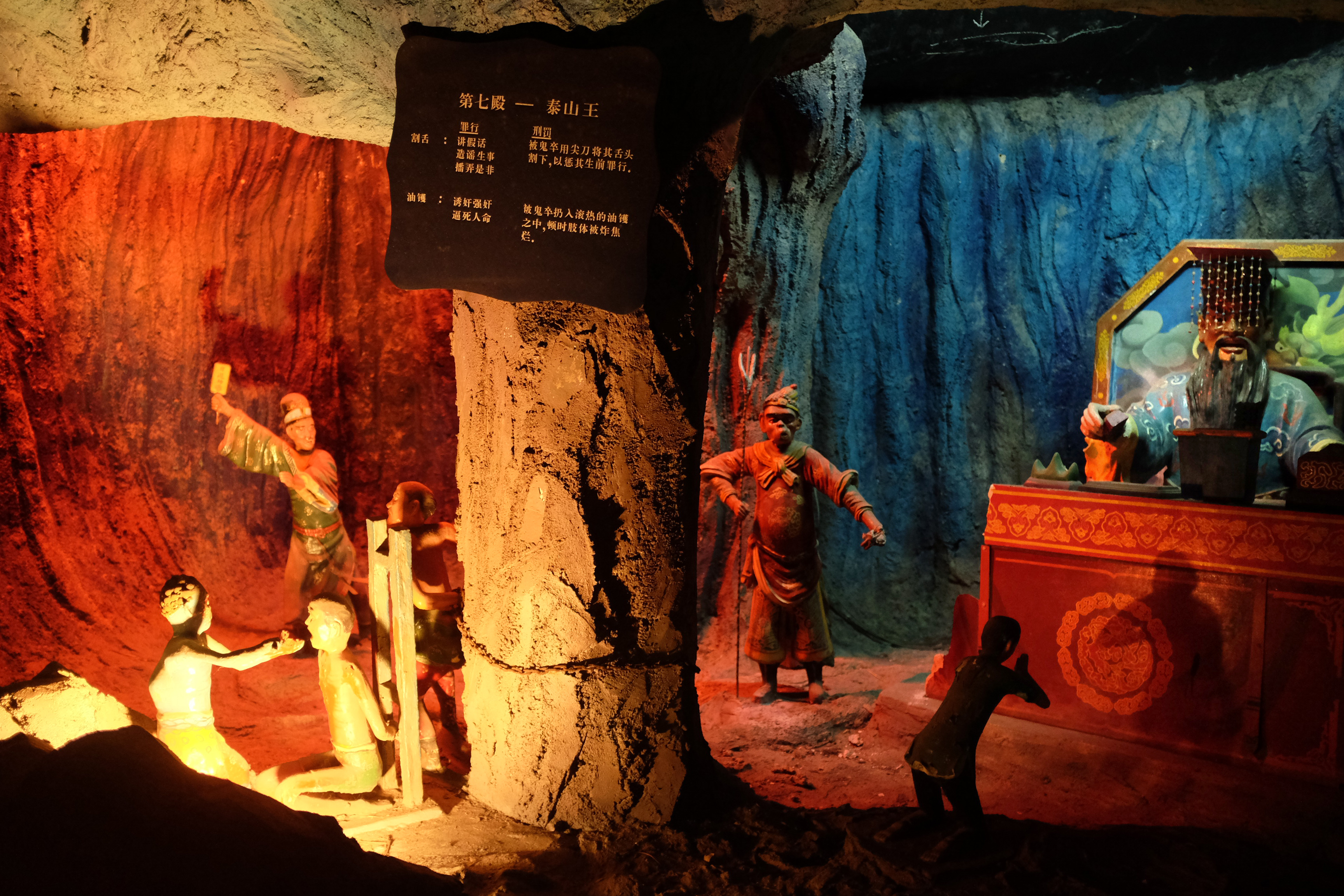
7ème cour : Les lanceurs de rumeurs ont la langue arrachée
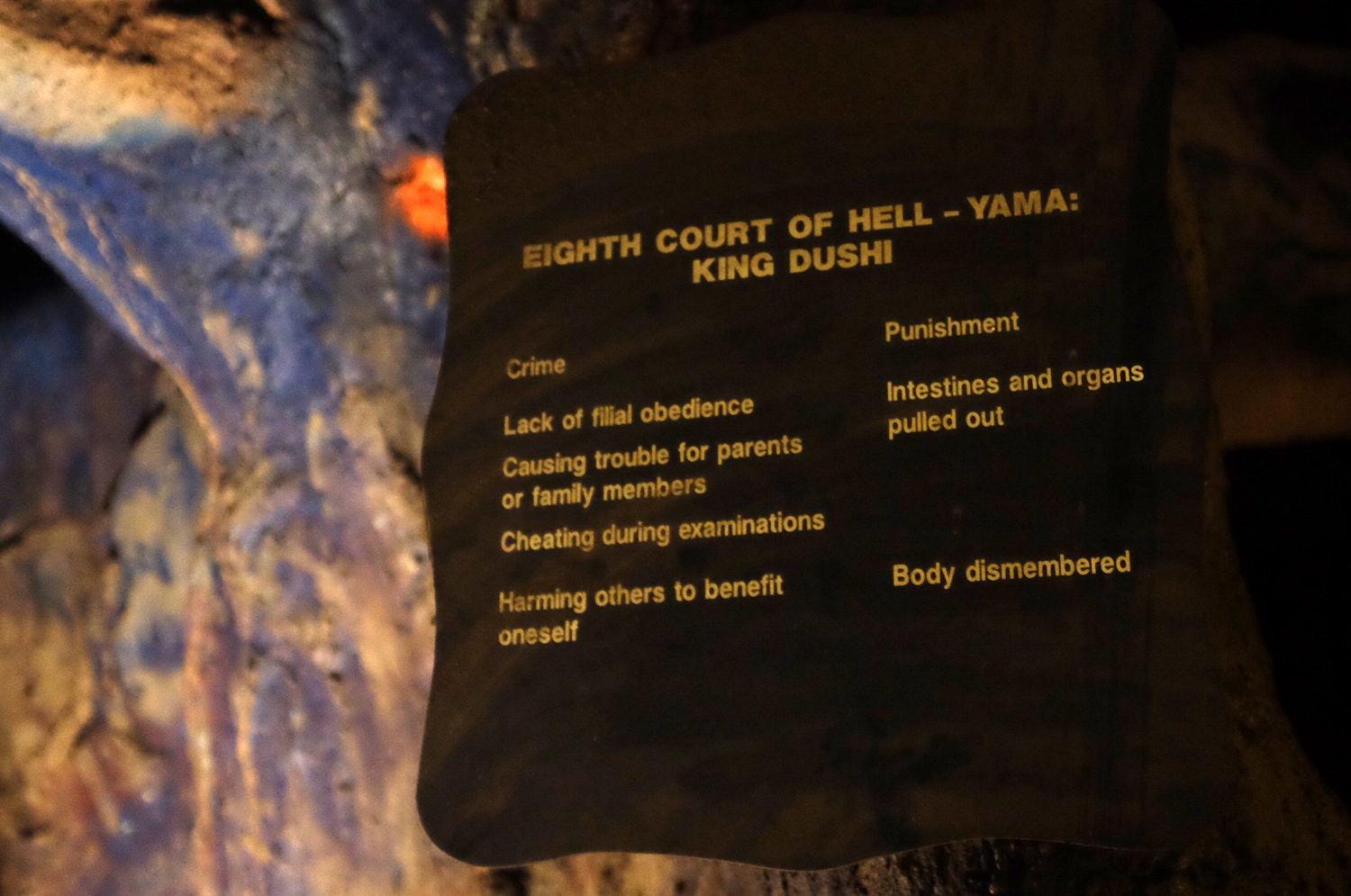
8ème cour : Panneau des crimes et punitions
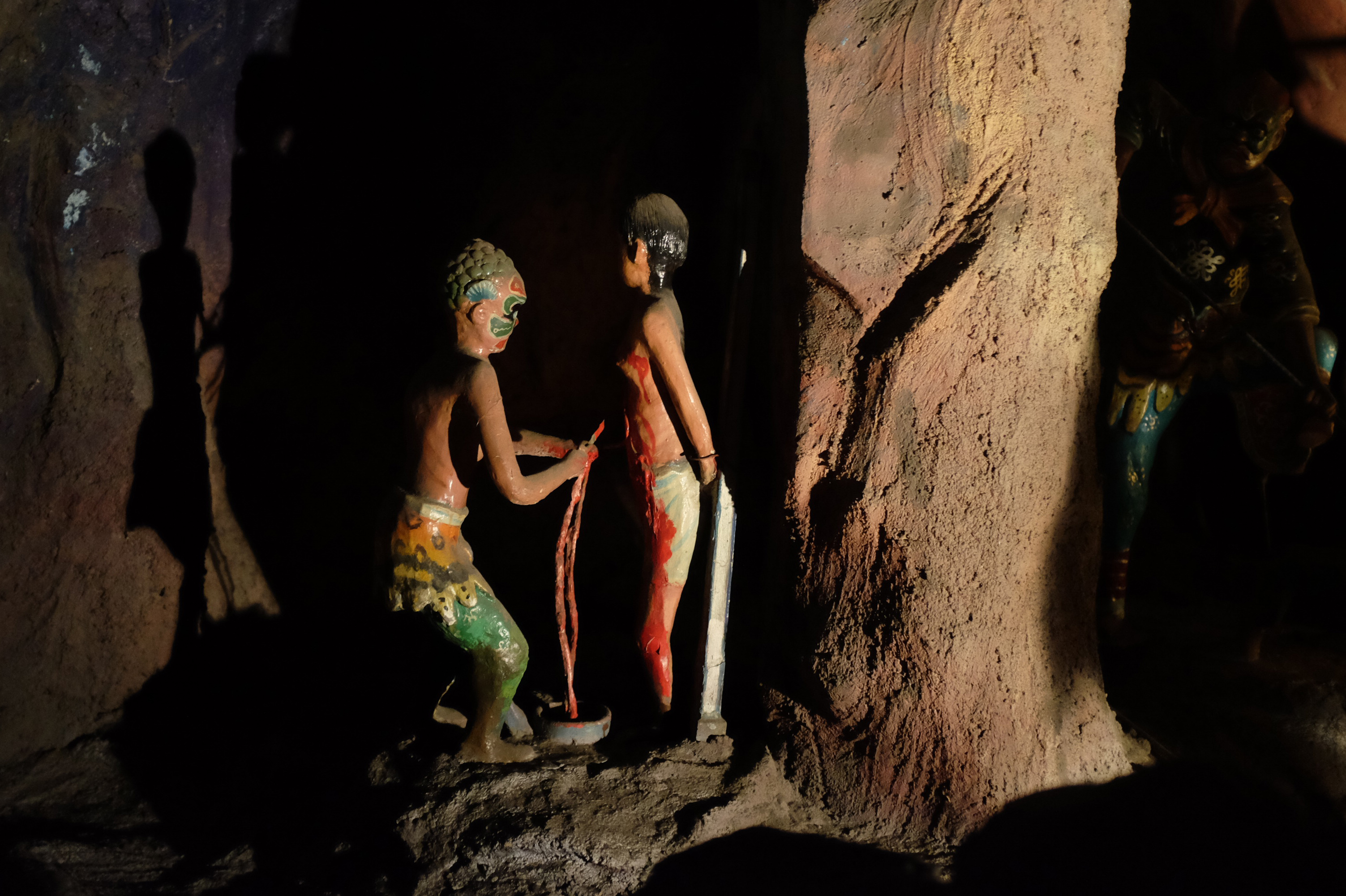
Les tricheurs aux examens ont les intestins et les organes retirés
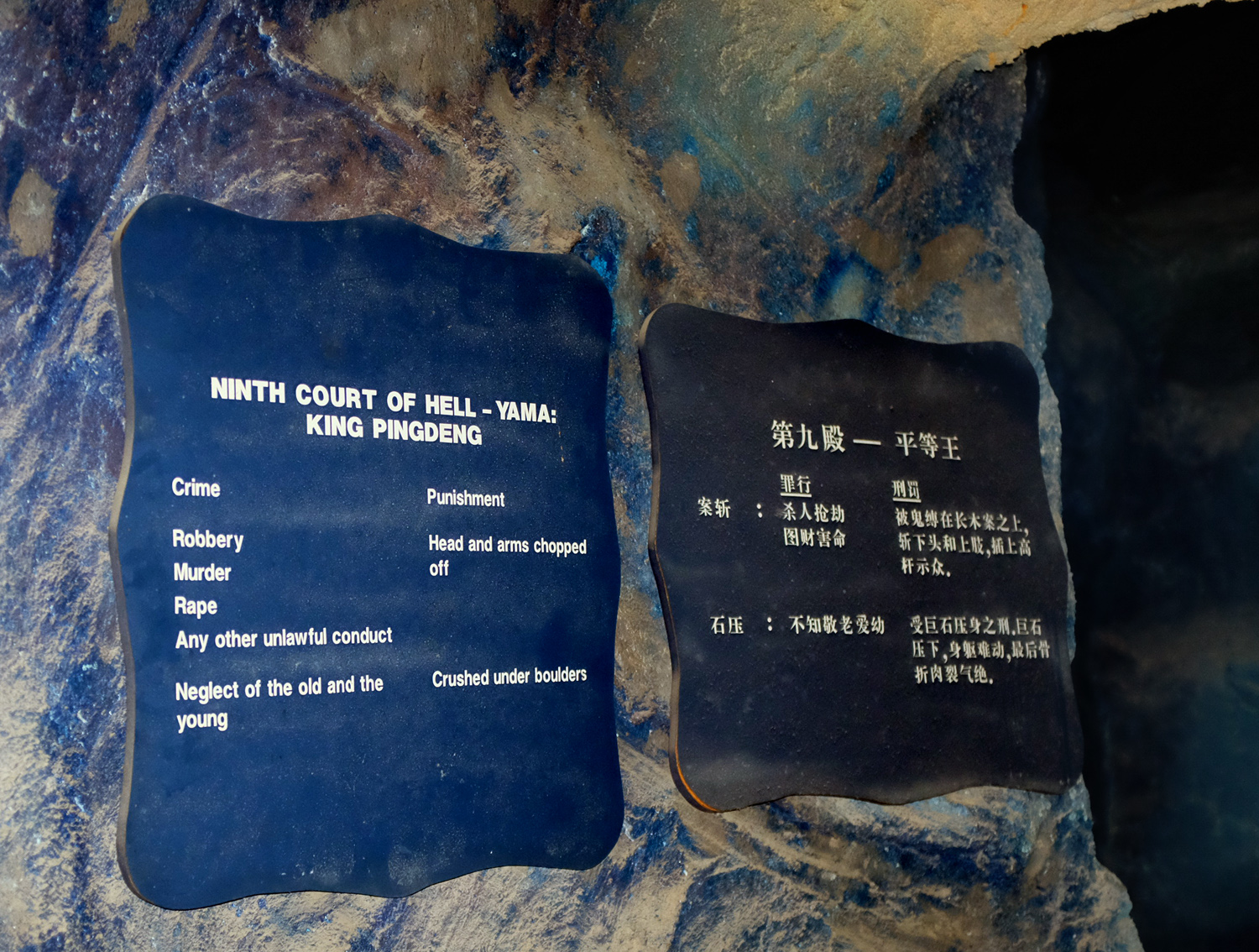
9ème cour : Panneau des crimes et punitions
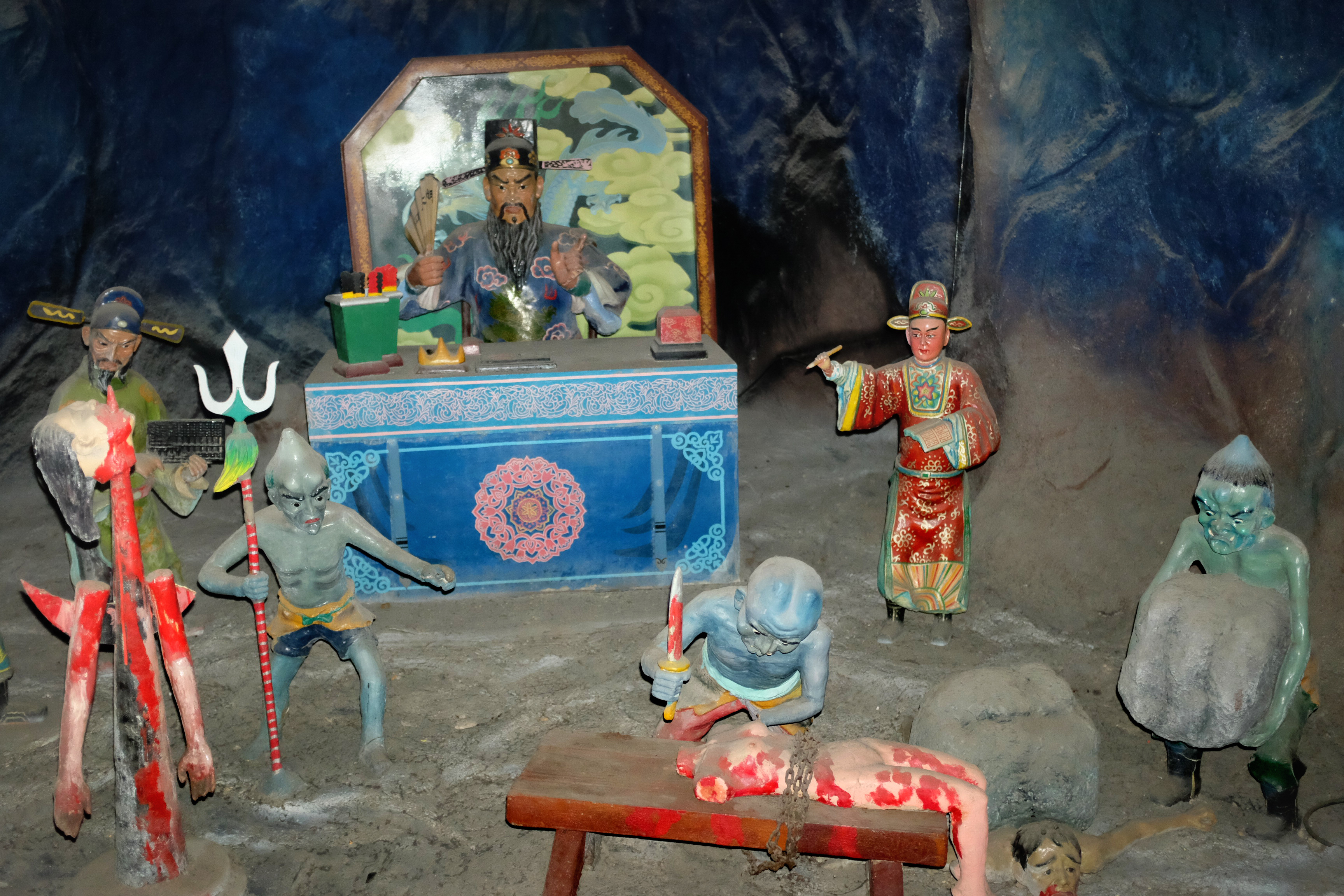
9ème cour : Les meurtriers, voleurs et violeurs ont la tête et les bras coupés
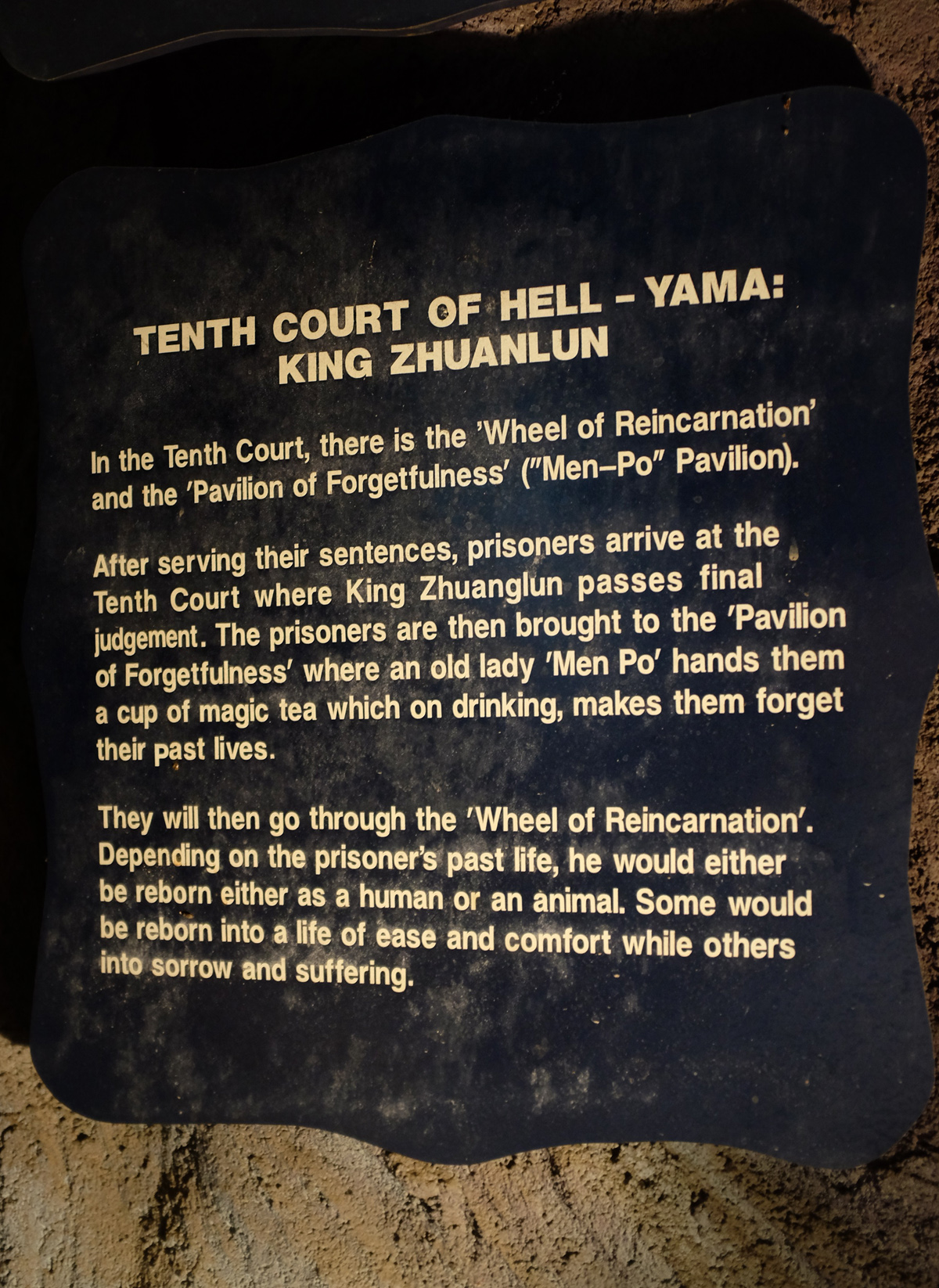
10ème cour : Panneau d'information
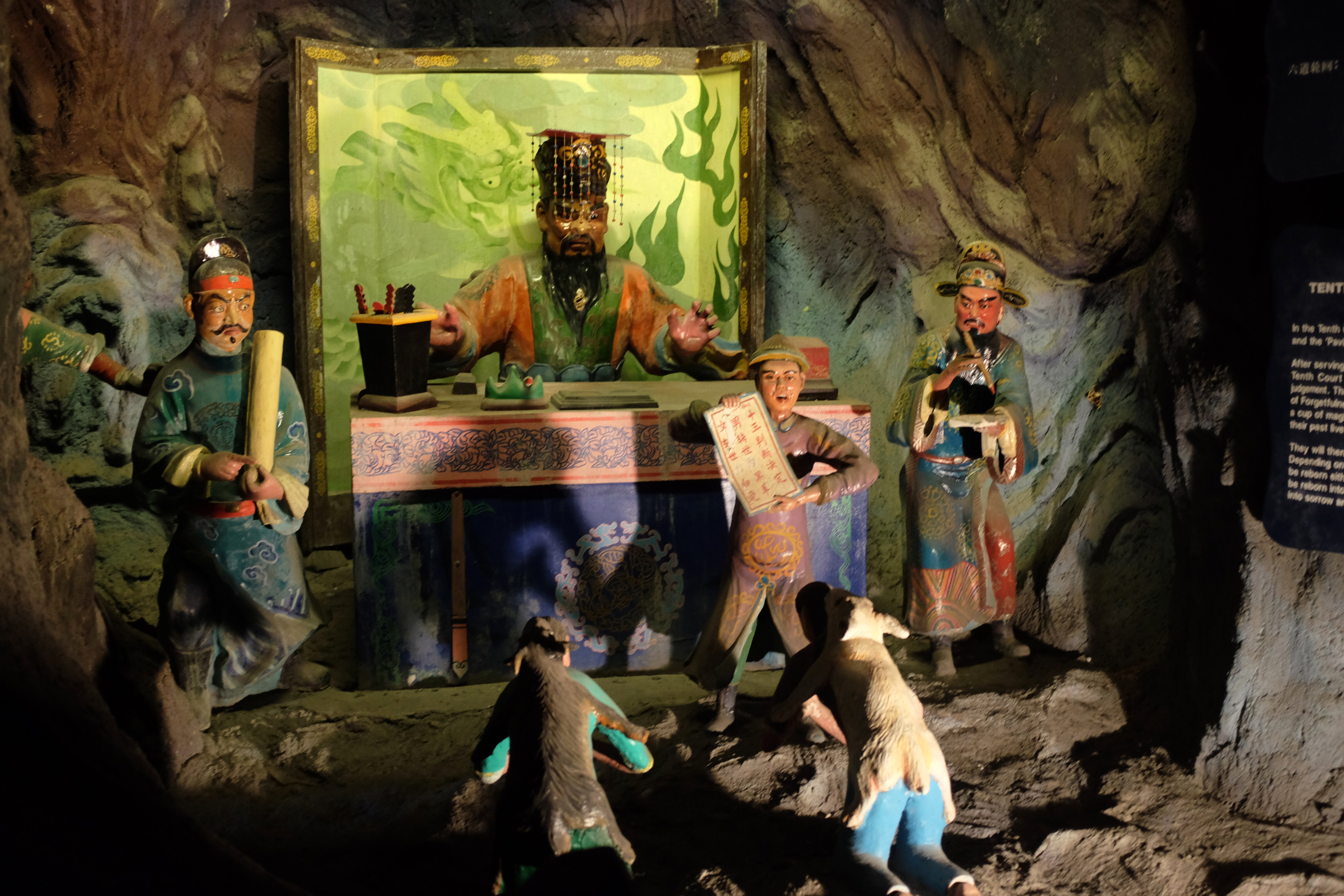
10ème cour : Après leur punition, le roi Zhuanglun prononce le verdict final aux défunts
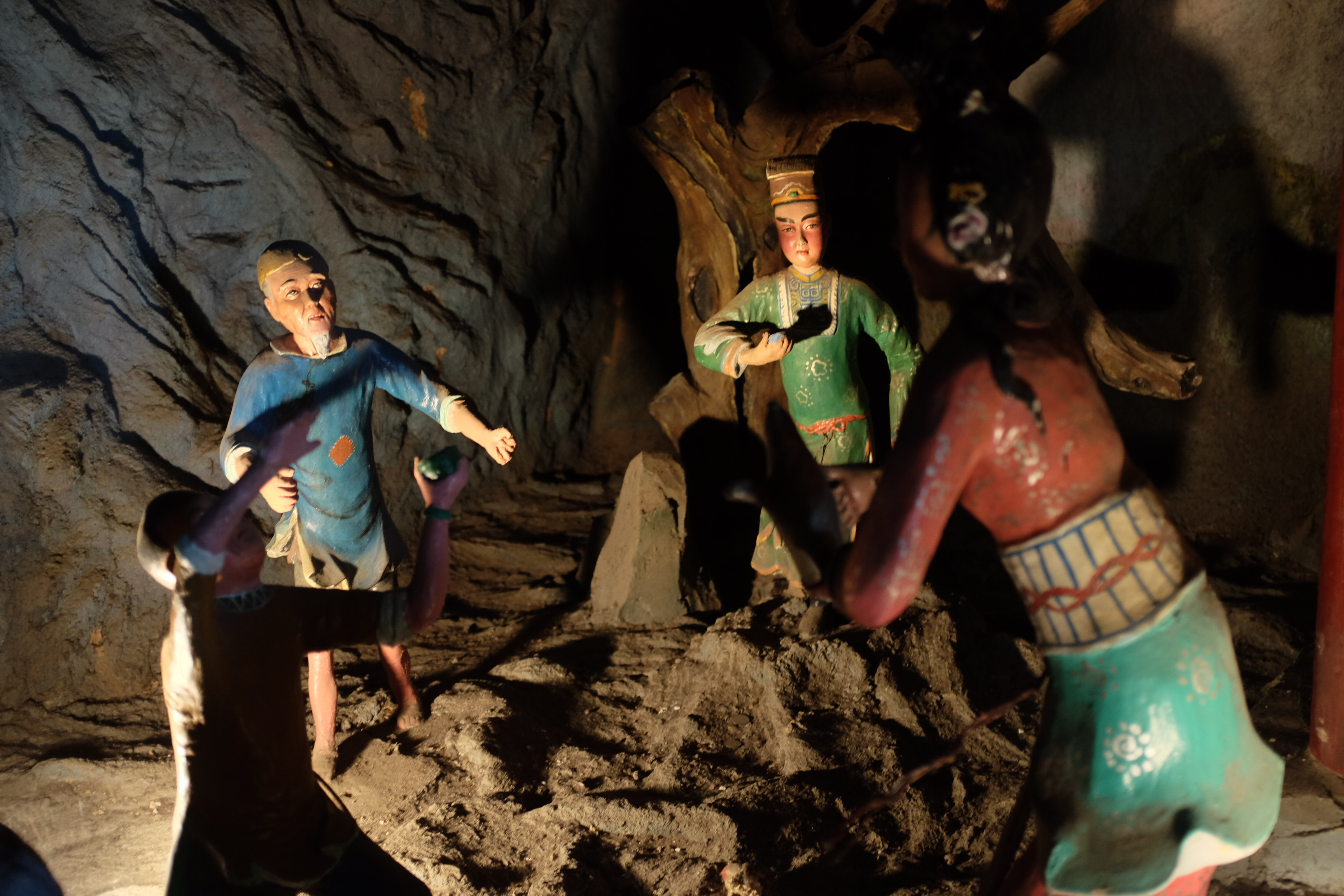
10ème cour : Ils boivent une coupe de thé magique servi par Meng Po pour oublier leurs vies passées avant d'être réincarnés

Parmi les autres attractions majeures, on trouve des dioramas de scènes de la La Pérégrination vers l'Ouest, L'Investiture des dieux, Les vingt-quatre exemples de piété filiale (en), La Légende du serpent blanc, Les Trois Royaumes. Il s'y trouvent également des statues de personnages mythologiques tels que le Bouddha rieur et Guanyin, de personnages historiques tels que Jiang Ziya, Su Wu (en) et Lin Zexu, des 12 animaux du zodiaque chinois, et d'autres. Il existe également des monuments dédiés aux frères Aw et à leurs parents.
En octobre 2021, la direction du parc lance le musée de l'enfer qui combine éducation et divertissement. Il couvre les perspectives et les idées sur la mort et l'au-delà à travers diverses religions, cultures et civilisations - le résultat de la quête de l'humanité pendant plus de300 000 ans pour trouver des réponses aux grandes questions de la vie, des questions telles que « D'où venons-nous ? » « Que nous arrive-t-il lorsque nous mourons ? » et « Quel est le but de notre existence ? ». En août 2023, le musée et Haw Par Villa reçoivent le prix Travellers' Choice de Tripadvisor. Le prix n'est décerné qu'aux 10 % des meilleures attractions de Tripadvisor dans le monde.

## Réception et perspectives contemporaines

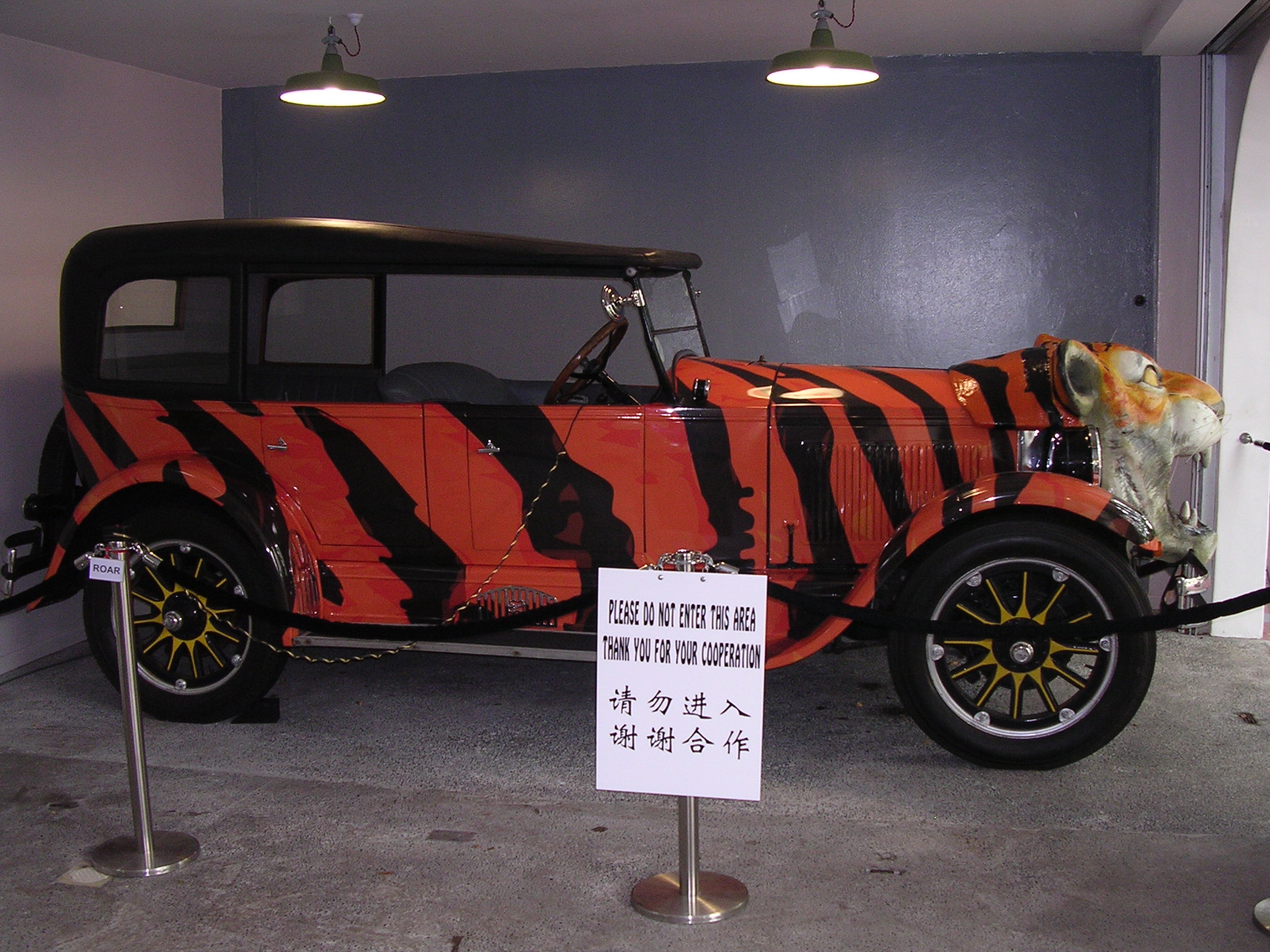
La voiture tigre du fondateur Aw Boon Haw.

Dans une étude de 2014 qui examine 25 guides touristiques sur Singapour, on constate qu'un seul livre a choisi de couvrir le parc en détail. L'étude note un faible intérêt touristique sur Internet et une faible fréquentation touristique dans le parc. Les auteurs de l'étude corroborent également les commentaires de voyageurs en ligne selon lesquels certaines des statues étaient en mauvais état et le parc était mal placé pour concurrencer les nouvelles attractions touristiques de Singapour. Haw Par Villa est, notent les auteurs, « un passé précieux, bien qu'il soit en danger de disparaître avec les nouvelles générations de touristes ».

## Transports en commun
La station de la ligne Circle, Haw Par Villa, située à côté, est inaugurée le 8 octobre 2011 en même temps que le reste de la phase 5 de la ligne Circle.